# Radio Nights
Radio Nights è il 20° album live di Julian Cannonball Adderley, pubblicato nel 1990 dall'etichetta Hyena Records e dalla Virgin Records.

## Descrizione
Benché fosse stato registrato tra la fine del 1967 e le prime settimane del 1968 all'"Half Note" (un jazz club di New York), e trasmesso in diretta per radio, il materiale venne pubblicato solo su CD nel 1990.

## Tracce
1. Cannonball Adderley Quintet – The Little Boy with the Sad Eyes – 9:44 (Nat Adderley)
2. Cannonball Adderley Quintet – Midnight Mood – 9:09 (Joe Zawinul, Ben Raleigh)
3. Cannonball Adderley Quintet – Stars Fell on Alabama – 7:38 (Frank Perkins, Mitchell Parish)
4. Cannonball Adderley Quintet – Fiddler on the Roof – 9:05 (Jerry Bock, Sheldon Harnick)
5. Cannonball Adderley Sextet – Work Song – 9:18 (Nat Adderley, Oscar Brown Jr.)
6. Cannonball Adderley Sextet – The Song My Lady Sings – 12:36 (Charles Lloyd)
7. Cannonball Adderley Sextet – Unit Seven – 7:04 (Sam Jones) – ;
8. Cannonball Adderley Sextet – Cannonball Monologues on – 5:39

## Musicisti
Cannonball Adderley Quintet
- Julian Cannonball Adderley - sassofono alto
- Nat Adderley - cornetta
- Joe Zawinul - pianoforte
- Sam Jones - contrabbasso
- Roy McCurdy - batteria

Cannonball Adderley Sextet
- Julian Cannonball Adderley - sassofono alto
- Nat Adderley - cornetta
- Charles Lloyd - sassofono tenore, flauto
- Joe Zawinul - pianoforte
- Sam Jones - contrabbasso
- Louis Hayes - batteria